# Mecquignies
Mecquignies és un municipi francès, situat a la regió dels Alts de França, al departament del Nord. L'any 2006 tenia 617 habitants.

## Demografia
| 1962                                       | 1968 | 1975 | 1982 | 1990 | 1999 |
| ------------------------------------------ | ---- | ---- | ---- | ---- | ---- |
| 632                                        | 574  | 519  | 515  | 584  | 584  |
| Des de 1962: població sense dobles comptes |      |      |      |      |      |

## Administració
| Període | Identitat     | Partit |
| ------- | ------------- | ------ |
| 2001-   | Joseph Choque |        |